# Albraunia psilosperma
Albraunia psilosperma är en grobladsväxtart som beskrevs av Franz Speta. Albraunia psilosperma ingår i släktet Albraunia och familjen grobladsväxter. Inga underarter finns listade i Catalogue of Life.